# Francesco De Masi
Francesco De Masi (Roma, 11 gennaio 1930 – Roma, 6 novembre 2005) è stato un compositore e direttore d'orchestra italiano.

## Biografia
Nato a Roma, nel 1930, De Masi ha studiato presso il "S. Pietro a Majella" a Napoli. Per la direzione d'orchestra fu allievo, tra gli altri, di Franco Ferrara e di Paul van Kempen. Iniziati gli studi come cornista ebbe come maestro Domenico Ceccarossi del quale fu in seguito assistente suonando anche come 1° Corno nell'Orchestra Sinfonica della RAI di Roma sotto la direzione di Wilhelm Furtwängler e di Bruno Walter. Il suo interesse per la musica da film nasce quando al suo maestro di composizione, Achille Longo (che era fra l'altro suo zio), fu commissionata una colonna sonora per un film. De Masi fu allora invitato ad essere l'assistente del Longo, il che gli consentì di ottenere i suoi primi contatti con l'ambiente dell'industria del cinema romano. Ben presto, riuscì ad ottenere di comporre la sua prima colonna sonora, occupandosi poi di commedie, di film d'avventura, fino ai westerns, che caratterizzaranno successivamente il suo stile.
De Masi vanta una estesa filmografia, che include classici come: Una bara per lo sceriffo (1965), Arizona Colt (1966), 7 winchester per un massacro (1967), Vado... l'ammazzo e torno (1967) e Ammazzali tutti e torna solo (1968). Con la decadenza del genere Spaghetti Western, nella metà degli anni settanta, ha continuato a lavorare toccando altri generi, alternando alla composizione la direzione d'orchestra, lavorando in particolare per i Conservatori di Napoli e di Roma, curandone le rispettive orchestre, fino al 2005, anno della sua morte.
Tra i suoi allievi il direttore d'Orchestra Gian Luigi Zampieri ed il trombettista Nello Salza.

## Stile
Francesco De Masi fu senza dubbio uno dei più prolifici e dotati compositori di colonne sonore dedicate allo Spaghetti Western, e pertanto,  tenendo conto la considerevole mole di film musicati, può essere annoverato tra i compositori di colonne sonore più significativi della storia del cinema italiano della seconda metà del novecento. Mentre molti dei suoi colleghi si sono posti sulla scia di Ennio Morricone, De Masi riuscì a crearsi un suo personale stile innovativo,  aggiungendo un tocco di "pop" ai tipici temi musicali dello "Spaghetti Western". Questo stile si evidenzia soprattutto quando De Masi collabora con il cantante Raoul, famoso per il suo lavoro in temi principali di film come 15 forche per un assassino (1968) e Il momento di uccidere (1968).

## Filmografia parziale
- Mina... fuori la guardia, regia di Armando W. Tamburella (1961)
- Pesci d'oro e bikini d'argento, regia di Carlo Veo (1961)
- Nerone '71, regia di Walter Filippi (1962)
- Mondo infame, regia di Roberto Bianchi Montero (1963)
- I tre implacabili (Tres hombres buenos), regia di Joaquín Luis Romero Marchent (1963)
- Il segno del Coyote (El vengador de California), regia di Mario Caiano (1963)
- Il leone di Tebe, regia di Giorgio Ferroni (1964)
- La vendetta di Spartacus, regia di Michele Lupo (1964)
- I due violenti regia di Primo Zeglio (1964)
- Alla conquista dell’Arkansas regia di Paul Martin (1964)
- L’uomo della valle maledetta regia di Eduardo Maria Brochero (1964)
- Una bara per lo sceriffo, regia di Mario Caiano (1965)
- La montagna di luce, regia di Umberto Lenzi (1965)
- Il ranch degli spietati regia di Jaime Jesus Baltazar e Giovanni Simonelli (1965)
- Arizona Colt, regia di Michele Lupo (1966)
- 7 dollari sul rosso, regia di Alberto Cardone (1966)
- Missione apocalisse, regia di Guido Malatesta (1966)
- La lama nel corpo, regia di Elio Scardamaglia (1966)
- Vado... l'ammazzo e torno, regia di Enzo G. Castellari (1967)
- Il magnifico Texano, regia di Luigi Capuano (1967)
- Come rubare un quintale di diamanti in Russia, regia di Guido Malatesta (1967)
- 7 winchester per un massacro, regia di Enzo G. Castellari (1967)
- Troppo per vivere... poco per morire, regia di Michele Lupo (1967)
- 15 forche per un assassino, regia di Nunzio Malasomma (1967)
- Ammazzali tutti e torna solo, regia di Enzo G. Castellari (1968)
- Il momento di uccidere, regia di Giuliano Carnimeo (1968)
- 7 pistole per un massacro, regia di Mario Caiano (1968)
- Sartana non perdona (Sonora), regia di Alfonso Balcázar (1968)
- Una storia d'amore, regia di Michele Lupo (1969)
- Concerto per pistola solista, regia di Michele Lupo (1970)
- C'è Sartana... vendi la pistola e comprati la bara!, regia di Giuliano Carnimeo (1970)
- African Story, regia di Marino Girolami (1971)
- Quel maledetto giorno della resa dei conti, regia di Sergio Garrone (1971)
- Zorro il cavaliere della vendetta, regia di José Luis Merino (1971)
- Ettore lo fusto, regia di Enzo G. Castellari (1972)
- Un solo grande amore (La casa de las palomas), regia di Claudio Guerín (1972)
- Storie scellerate, regia di Sergio Citti (1973)
- Il testimone deve tacere, regia di Giuseppe Rosati (1974)
- La macchina della violenza, regia di Robert Day (1974)
- L'uomo di Santa Cruz di Bud Robbins (1976)
- Napoli spara!, regia di Mario Caiano (1977)
- La svastica nel ventre, regia di Mario Caiano (1977)
- Quel maledetto treno blindato, regia di Enzo G. Castellari (1978)
- La carica delle patate, regia di Walter Santesso (1979)
- Lo squartatore di New York, regia di Lucio Fulci (1982)
- Una magnum per McQuade, regia di Steve Carver (1983)
- Thunder, regia di Fabrizio De Angelis (1983)
- Fuga dal Bronx, regia di Enzo G. Castellari (1983)
- Thor il conquistatore, regia di Tonino Ricci (1983)
- Rush, regia di Tonino Ricci (1983)
- Impatto mortale, regia di Fabrizio De Angelis (1984)
- Cane arrabbiato, regia di Fabrizio De Angelis (1984)
- Cobra Mission, regia di Fabrizio De Angelis (1986)
- I giorni dell'inferno, regia di Tonino Ricci (1986)
- Thunder 3, regia di Fabrizio De Angelis (1988)
- Mortacci, regia di Sergio Citti (1989)
- Fuga da Kayenta, regia di Fabrizio De Angelis (1991)
- Fratella e sorello, regia di Sergio Citti (2002)